# Lactura bancrofti
Lactura bancrofti is een vlinder uit de familie van de Lacturidae. De wetenschappelijke naam van de soort is voor het eerst geldig gepubliceerd in 1889 door Lucas.